# Euphorbia gaubae
Euphorbia gaubae là một loài thực vật có hoa trong họ Đại kích. Loài này được (Soják) Radcl.-Sm. mô tả khoa học đầu tiên năm 1981.